# Wilanów
Wilanów è una frazione della città di Varsavia, capitale della Polonia. È la sede dello storico Palazzo di Wilanów, la "Versailles polacca" e seconda residenza di molti re della Polonia.
I primi riferimenti all'insediamento della zona risalgono al XIII secolo, quando fu fondato un villaggio di nome Milanów da parte del monastero benedettino di Płock. Nel 1338 la zona divenne proprietà privata dei Duchi di Masovia e nel 1378 il principe Janusz di Masovia regalò la proprietà a uno dei suoi seguaci. Quest'ultimo stabilì la prima residenza, costruendovi anche una cappella. I suoi discendenti adottarono il nome di Milanowski, posposto al nome del villaggio.
Nel XVII secolo il terreno venne acquistato dalla famiglia di Stanisław Leszczyński, che iniziò la costruzione di un nuovo palazzo; i lavori furono però fermati quando l'esercito della Svezia conquistò l'area e la saccheggiò. Nel 1676 il territorio, ormai spopolato, fu comprato dal re Jan III Sobieski; per suo ordine Tylman van Gameren e August Locci vi eressero un nuovo palazzo in stile barocco e la chiesa di Sant'Anna. Inizialmente il palazzo fu chiamato Villa Nova ("Nuova tenuta"), per distinguerlo dalla vicina Stara Wieś ("Vecchia tenuta"). Comunque il nome fu quasi subito trasformato nel suo equivalente polacco, simile al vecchio nome di Milanów.
Grazie alla vicinanza di entrambe e residenze estive dei sovrani e alla città di Varsavia, Wilanów è da moltissimi anni una frazione di Varsavia e una meta popolare di vacanza per i magnati polacchi. Nel XVIII secolo il palazzo divenne proprietà di Adam Mikołaj Sieniawski; la sua vedova Elżbieta Sieniawska unì poi la tenuta agricola ai vicini insediamenti di Kabaty, Powsin e Wolica. Una volta che questi furono uniti e dopo che il palazzo passò di proprietario in proprietario, ogni nuovo possidente modificò la residenza in modo da adattarla alle proprie preferenze.
Nel 1863, dopo la Rivolta di gennaio, le autorità russe introdussero una nuova divisione amministrativa, rompendo l'unione con le altre frazioni e rendendo Wilanów capoluogo dei comuni situati a sud di esso. L'area divenne uno dei più importanti fornitori di cibo per la città di Varsavia, e nel 1890 fu aperta una ferrovia trainata da cavalli proprio per favorire i trasporti di merci e passeggeri verso la capitale. La linea che collegava Wilanów a Varsavia si rivelò un grande successo e nel 1892 fu ulteriormente estesa. Furono costruite anche nuove stazioni con i relativi capolinea.
Dopo la seconda guerra mondiale, i palazzi di Wilanów, Natolin e Morysin furono nazionalizzati dalle nuove autorità comuniste della Polonia. Il primo fu convertito in museo e in una delle dipendenze del palazzo fu aperto un museo dei Poster il 4 giugno 1968 (probabilmente l'unico museo del genere in Europa). nel 1951 Wilanów fu incorporata a Varsavia, inizialmente come unità di divisione amministrativa separata, poi nel 1976 come parte della frazione di Mokotów. Nel 1994 è divenuta un'unità separata dalle altre, infine l'anno seguente è divenuta una frazione della capitale polacca. 
Attualmente l'area intorno a Wilanów è abitata da molti stranieri che vivono a Varsavia, poiché nella zona sorgono molte scuole internazionali. Nel 2000 l'American School si è spostata al di fuori di Wilanów, nel comune di Konstancin-Jeziorna.